# Self Control (альбом)
Self Control — третий студийный альбом американской певицы Лоры Брэниган. Выпущен в 1984 году на лейбле Atlantic Records.

## Список композиций
| №                   | Название                          | Длительность |
| ------------------- | --------------------------------- | ------------ |
| 1.                  | «Love»                            | 3:44         |
| 2.                  | «Self Control»                    | 5:05         |
| 3.                  | «Ti Amo»                          | 3:49         |
| 4.                  | «Heart»                           | 4:41         |
| 5.                  | «Will You Still Love Me Tomorrow» | 4:15         |
| 6.                  | «Satis»                           | 3:56         |
| 7.                  | «Whatever I Do»                   | 3:21         |
| 8.                  | «Spirit Of Love»                  | 4:07         |
| 9.                  | «Take Me»                         | 3:43         |
| 10.                 | «With Every Beat of My Heart»     | 4:12         |
| Общая длительность: | Общая длительность:               | 53:49        |

## Участники записи

### Музыканты
- Лора Брэниган — вокал
- Карлос Вега — ударные
- Джон Робинсон — ударные
- Майкл Ландау — гитара
- Данн Хафф — гитара
- Пол Джексон младший — гитара
- Натан Ист — бас-гитара
- Робби Бьюкенен — фортепиано, синтезаторы, аранжировки
- Харольд Фальтермайер - дополнительные синтезаторы, аранжировки
- Ларри О. Уильямс — саксофон
- Томас Келли — бэк-вокал
- Стив Джордж — бэк-вокал
- Билл Чамплин — бэк-вокал
- Ричард Пейдж — бэк-вокал
- Томми Фундерберк — бэк-вокал
- Джон Джойс — бэк-вокал
- Джим Хаас — бэк-вокал
- Джо Чемей — бэк-вокал
- Бет Андерсон — бэк-вокал
- Джо Пиццуло — бэк-вокал

### Технический персонал
- Юрген Копперс — инжиниринг, микширование
- Гарольд Фальтермейер — дополнительная инженерия
- Петер Людеманн — дополнительная инженерия
- Джереми Смит — дополнительная инженерия
- Гэри Скардина — дополнительная инженерия
- Кейт Бакли — инженерная помощь
- Джон Инголдсби — инженерная помощь
- Мэтт Форджер — инженерная помощь
- Брайан Гарднер — мастеринг
- Джек Уайт — исполнительное производство
- Робби Бьюкенен — производство

### Художественный персонал
- Тим Ломан — фото для обложки
- Пол Ломан — творческое направление
- Боб Дефрин — арт-директор
- Линн Дриз Бреслин — дизайн
- Даниэла Скарамуцца — фото для задней стороны обложки

## Позиции в хит-парадах
Годовые чарты:
| Чарт (1985)           | Позиция |
| --------------------- | ------- |
| Канада (RPM Year-End) | 79      |

## Сертификация
- RIAA (США) — платиновый[2].
- CRIA (Канада) — платиновый[3].